# Numicia decellei
Numicia decellei är en insektsart som beskrevs av Synave 1962. Numicia decellei ingår i släktet Numicia och familjen Tropiduchidae. Inga underarter finns listade i Catalogue of Life.